# These Foolish Things (Remind Me of You)
These Foolish Things (Remind Me of You) è un brano musicale del 1936 scritto da Jack Strachey (musica) e Eric Maschwitz (testo). 
Tra gli artisti che hanno interpretato il brano vi sono Billie Holiday (1936), Nat King Cole (1957), James Brown (tre versioni diverse nel 1963, nel 1964 con The Famous Flames e nel 1974), Sarah Vaughan, Thelonious Monk, Ella Fitzgerald, Frank Sinatra, Aaron Neville, Etta James, Sammy Davis Jr., Sam Cooke, Rod Stewart, Johnny Hartman, Bryan Ferry (1975, nell'album omonimo These Foolish Things) e Bing Crosby.
In tempi relativamente più recenti il brano è stato eseguito da Cassandra Wilson (2015), Mina (album L'allieva, 2005), Michael Bublé (2008), Emmy Rossum (2013) e Seth MacFarlane (2015).
Nel 2017 Bob Dylan ne registra una versione che include nel triplo album Triplicate.
In ambito cinematografico, il brano è stato arrangiato da Ennio Morricone per il film Salò o le 120 giornate di Sodoma di Pier Paolo Pasolini (1975).
Tra le varie interpretazioni degne di rilievo va sottolineata l'esecuzione
di un grande pianista, Michel Petrucciani, insieme a Eddy Louiss nel 1994.
Brano inserito nell'album "Confèrence de presse" una delle più belle 
esecuzioni musicali di questo brano.